# アクアドームくまもと

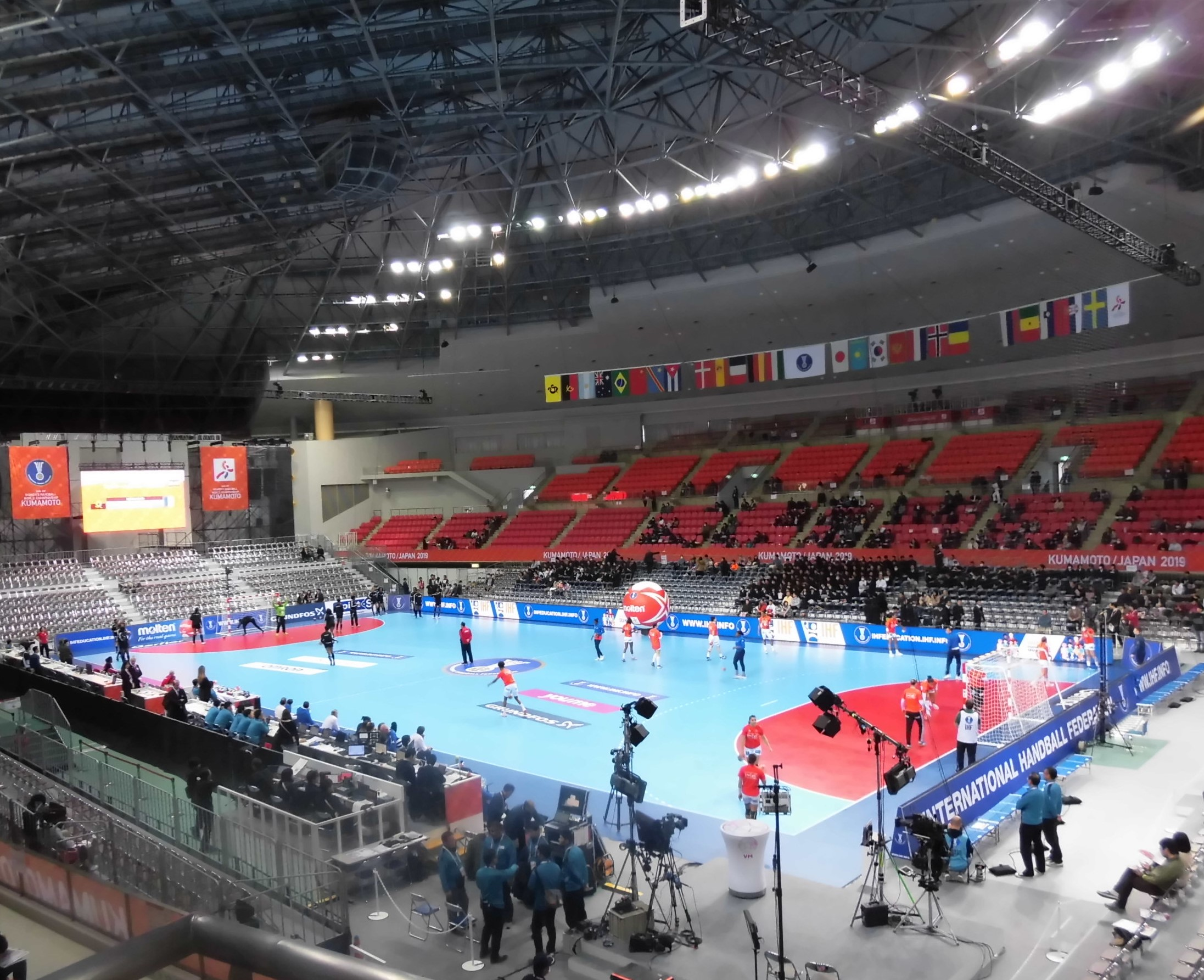
2019年世界女子ハンドボール選手権

熊本市総合屋内プール（くまもとしそうごうおくないプール）は、熊本県熊本市南区にある屋内水泳場兼スケート場。愛称はアクアドームくまもと、アクアドーム。

## 概要
1999年（平成11年）開催のくまもと未来国体夏季大会のメイン会場の整備のために、1998年（平成10年）7月にこけら落とし。
夏季は水泳場、冬季はスケート場として利用され、2001年（平成13年）にはNHK杯国際フィギュアスケート競技大会と全国高校総体（日本高等学校選手権）、2023年には世界マスターズ水泳選手権水球競技会を開催。2027年にも国スポ飛込競技が開催予定。また、ディズニー・オン・アイスの熊本会場としても使用され、秋季には多目的アリーナとしても使われている。
2016年4月に発生した熊本地震では被害がなかったものの、支援物資の倉庫として利用されたほか、復旧工事により年内休館。2017年1月より利用が再開されたが、スケートリンクとしての営業は中止された。

## 交通アクセス
- JR西熊本駅から
  - 徒歩20分
  - タクシー5分
- 桜町BTから
  - 九州産交バス：S4-1系統「アクアドーム」下車（ただし平日と土曜の早朝・夕刻以降および日祝日はS4-2・S4-3系統「土河原」下車）

以前は熊本市営バス時代から熊本都市バスの直行バスを運行していたが運行を産交バスと統合して撤退した。

## 周辺施設
- 西熊本駅
- 熊本市立力合小学校
- 熊本市立力合西小学校
- 熊本市立力合中学校
- 南部総合スポーツセンター